# Liu Huaqing
 (février 2019).
Si vous disposez d'ouvrages ou d'articles de référence ou si vous connaissez des sites web de qualité traitant du thème abordé ici, merci de compléter l'article en donnant les références utiles à sa vérifiabilité et en les liant à la section « Notes et références ».
Liu Huaqing (en chinois : 刘华清) né en octobre 1916 à Hubei et mort le 14 janvier 2011 à Pékin est un militaire et homme politique chinois. Il commande la Marine chinoise de 1982 à 1988 et été chargé de la répression militaire des manifestations de la place Tian'anmen en 1989.
Il est commandant de la Marine chinoise de 1982 à 1988 et participe activement à sa modernisation. C'est notamment à cette occasion, en 1985, qu'il met en place la doctrine navale chinoise de l'époque. Il devient vice-président de la Commission militaire centrale en novembre 1989 et jusqu'en 1997. Lors des manifestations de la place Tian'anmen en 1989, il est le principal commandant chargé des opérations de répression qui ont couté la vie à des milliers de personnes. Trois ans plus tard, il intègre le Comité permanent du bureau politique de 1992 à 1997